# Mosbjerg
Mosbjerg is een plaats in de Deense regio Noord-Jutland, gemeente Hjørring. De plaats telt 293 inwoners (2008).